# Feldmann Mózes
Feldmann Mózes (Pazdics, 1860. január 10. – Budapest, 1927. augusztus 11.) rabbi

## Élete
A szikszói és nagymartoni jesivákban tanult. 1882-ben Galántára került apósa házába. 1891-ben ennek halála után megválasztották gálántai rabbinak s egyúttal átvette az ottani jesiva vezetését. 1901-ben a Pesti Izraelita Hitközség meghívta Brill Sámuel Lőb örökébe és így a pesti rabbinátus elnöke lett. 1921-ben átvette a Rabbiképző felső tanfolyamán a szertartástan és decizori irodalom tanítását, mely állását 1926-ig töltötte be. 

## Művei
Irodalmi munkássága a rabbinikus irodalomba tartozik, melynek kiváló ismerője volt. Valamennyi dolgozatát héber nyelven írta, ezek jórészt kéziratban maradtak ránk. Nevezetes a hadiözvegyek eskethetőségéről szóló értekezése (Budapest, 1916).